# 浙江外国语学院
30°13′19″N 120°01′44″E / 30.222°N 120.029°E
浙江外国语学院（英語：Zhejiang International Studies University），简称浙外，是中华人民共和国的一所全日制本科公办省属普通高等学校，位于浙江省杭州市。

## 历史沿革
1955年初，浙江省（中学）教师进修学校筹备成立；同年8月，浙江省教育厅决定在该校基础上筹建浙江省教师进修学院。1956年7月，浙江省教师进修学院正式成立，浙江省教育厅中等教育研究室和浙江省扫盲与小学教师进修学校同时并入。1958年，更名为浙江文教学院。1960年3月，更名为浙江教育学院。1961年－1978年1月，由于历史原因，学校几经更名，隶属关系几经变更。1978年，浙江教育学院重建。1982年，开始举办高等师范业余本科班。1984年，开办函授本科教育。1993年，首次招收全日制普通专科生。1994年，首次挂靠招收全日制普通师范本科生。1999年，首次招收普通高职生。2007年，学校开始招收非师范类普通本科生。2010年4月，改建为浙江外国语学院。

## 学校标识

### 校标
校标为双环套圆型徽标。其中内圆中间是学校代表性建筑——图书馆；内圆下方为数字“1955”字样，表示建校时间。外环上半圈是中文书法体校名，出自沙孟海(集字)；下半圈为校名的英文大写“ZHEJIANG INTERNATIONAL STUDIES UNIVERSITY”。

### 校训
浙江外国语学院校训为“明德弘毅、博雅通达”。

#### “明德”
|        | 大学之道，在明明德，在亲民，在止于至善。 |
| ——大学 |                                          |

#### “弘毅”
|        | 士不可以不弘毅，任重而道远。 |
| ——论语 |                              |

#### “博雅”
|        | 昔淮南王安，博雅好古，招怀天下俊伟之士。 |
| ——楚辞 |                                          |

#### “通达”
|        | 知类通达，强立而不反，谓之大成。 |
| ——学记 |                                  |

### 校歌
浙江外国语学院校歌为《浙外校歌》。

## 院系设置
- 英语语言文化学院   School of English Studies
- 东方语言文化学院   School of Asian Languages and Cultures
- 西方语言文化学院   School of European Languages and Cultures
- 中国语言文化学院   School of Chinese Studies
- 国际经济与旅游管理学院   School of International Economy and Tourism Management
- 教育学院   School of Education
- 跨境电子商务学院、科学技术学院   School of Cross-Border E-Commerce；School of Science and Technology
- 艺术学院   School of Arts
- 应用外语学院   School of Applied Foreign Languages
- 马克思主义学院   School of Marxism Studies
- 体育教研部   Department of Physical Education
- 国际学院   College of International Education
- 跨境电子商务创业学院   Entrepreneurship School Of Cross-border E-commerce
- 继续教育学院   College of Adult Education and Lifelong Learning

## 科研机构
- 城市国际化研究院   Institute for Urban Internationalization Studies
- 国别和区域研究中心   Country And Area Studies Center
  - 阿拉伯研究中心   Arabic Studies Center
  - 德国研究中心   German Studies Center
  - 拉丁美洲研究所   Institute for Latin American Studies
- 外语教育研究中心   Research Center for Foreign Language Teaching
- 浙江文化“走出去”协同创新中心   Collaborative Innovation Center for Intercultural Communication of Zhejiang Culture